# Dolicharthria heringi
Dolicharthria heringi is een vlinder uit de familie grasmotten (Crambidae). De wetenschappelijke naam is voor het eerst geldig gepubliceerd in 1939 door Rebel.
De soort komt voor in Europa.